# Anno IV del calendario rivoluzionario francese
L'anno IV del calendario rivoluzionario francese  corrispondeva alla fine dell'anno 1795 e all'inizio dell'anno 1796 del calendario gregoriano. Iniziò il 23 settembre 1795 ed ebbe termine il 21 settembre 1796.

## Concordanze
| 1º vendemmiaio | 23 settembre |
| 8 vendemmiaio  | 30 settembre |
| 9 vendemmiaio  | 1º ottobre   |
| 30 vendemmiaio | 22 ottobre   |
| 1º brumaio     | 23 ottobre   |
| 9 brumaio      | 31 ottobre   |
| 10 brumaio     | 1º novembre  |
| 30 brumaio     | 21 novembre  |
| 1º frimaio     | 22 novembre  |
| 9 frimaio      | 30 novembre  |
| 10 frimaio     | 1º dicembre  |
| 30 frimaio     | 21 dicembre  |
| 1 nevoso       | 22 dicembre  |
| 10 nevoso      | 31 dicembre  |

| 11 nevoso    | 1º gennaio  |
| 30 nevoso    | 20 gennaio  |
| 1 piovoso    | 21 gennaio  |
| 11 piovoso   | 31 gennaio  |
| 12 piovoso   | 1º febbraio |
| 30 piovoso   | 19 febbraio |
| 1º ventoso   | 20 febbraio |
| 10 ventoso   | 29 febbraio |
| 11 ventoso   | 1º marzo    |
| 30 ventoso   | 20 marzo    |
| 1º germinale | 21 marzo    |
| 11 germinale | 31 marzo    |
| 12 germinale | 1º aprile   |
| 30 germinale | 19 aprile   |

| 1º fiorile   | 20 aprile |
| 11 fiorile   | 30 aprile |
| 12 fiorile   | 1º maggio |
| 30 fiorile   | 19 maggio |
| 1º pratile   | 20 maggio |
| 12 pratile   | 31 maggio |
| 13 pratile   | 1º giugno |
| 30 pratile   | 18 giugno |
| 1º messidoro | 19 giugno |
| 12 messidoro | 30 giugno |
| 13 messidoro | 1º luglio |
| 30 messidoro | 18 luglio |
| 1º termidoro | 19 luglio |
| 13 termidoro | 31 luglio |

| 14 termidoro  | 1º agosto    |
| 30 termidoro  | 17 agosto    |
| 1º fruttidoro | 18 agosto    |
| 14 fruttidoro | 31 agosto    |
| 15 fruttidoro | 1º settembre |
| 30 fruttidoro | 16 settembre |

| della virtù      | 17 settembre |
| del genio        | 18 settembre |
| del lavoro       | 19 settembre |
| dell'opinione    | 20 settembre |
| delle ricompense | 21 settembre |

## Avvenimenti
- 1º vendemmiaio (23 settembre 1795) : Decreto che proclama l'accettazione da parte del popolo francese della Costituzione francese del 1795.
- 13 vendemmiaio (5 ottobre 1795) : Insurrezione realista contro la Convenzione soffocata da Napoleone Bonaparte, presso la chiesa di San Rocco a Parigi.
- 3 brumaio (25 ottobre) : Codice penale francese del 1795 ; Legge Daunou sull'insegnamento : creazione dell'Istituto di Francia e delle Scuole centrali.
- 4 brumaio (26 ottobre) : Separazione della Convenzione, inizio del Direttorio (fino al 1799).
- 19 frimaio (10 dicembre) : Legge sulla sottoscrizione obbligatoria del debito nazionale.
- 30 piovoso (19 febbraio 1796) : Soppressione degli assignat.
- 19 ventoso (9 marzo) : Napoleone Bonaparte sposa Giuseppina, vedova del visconte di Beauharnais.
- 28 ventoso (18 marzo) : Legge sulla creazione della Promessa di mandato territoriale in sostituzione dell'assignat.
- 22 germinale (11 aprile) : Passaggio di Napoleone Bonaparte dal colle di Cadibona e inizio della prima campagna napoleonica d'Italia.
- 26 fiorile (15 maggio) : Armistizio di Cherasco : la Casa Savoia cede la Savoia e Nizza alla Francia.
- Napoleone Bonaparte sconfigge le armate d'Austria e di Sardegna in Italia.
- Scacco del complotto comunista di Babeuf in Francia.
- Inizio del regno di Paolo I, zar di Russia (fine del 1801).